# Helfende Berufe
Helfende Berufe sind solche Berufe, in denen Menschen gepflegt, behandelt, beraten oder betreut werden. Beispiele sind Arzt und Notarzt, Krankenschwester oder -pfleger, Medizinischer Fachangestellter, Schwesternhelfer, Rettungssanitäter, Rettungsassistent bzw. Notfallsanitäter, Hebamme, Diätassistent, Krankengymnast, Sozialarbeiter, Drogen- und Suchtberater, Altenpfleger, Psychotherapeut, Ergotherapeut, Heilerziehungspfleger, Seelsorger, Diakonisse und Bewährungshelfer.
In helfenden Berufen soll der leidende, kranke, einsame Mensch im Mittelpunkt stehen (Gedanke der Humanität). Dabei gibt es sehr unterschiedliche Arbeitsfelder: Beratung, Erziehung, Therapie, Kranken- oder Altenpflege, Sozialarbeit, Sozialpädagogik, Medizin, Seelsorge usw.
Angehörige helfender Berufe leiden zum Teil unter dem in dieser Berufssparte verbreiteten sogenannten Helfersyndrom. Jahrelange selbstlose Arbeit in helfenden Berufen für andere Menschen kann sich in zunehmender Erschöpfung, Niedergeschlagenheit und dem Gefühl innerer Leere und Sinnlosigkeit bemerkbar machen. Burn-out führt häufig zu Arbeitsunfähigkeit, Krankschreibung und im Endstadium zur Frühberentung. Diese Symptome sind auch bei Hausfrauen zu beobachten.

## Geschlechterverhältnis
In den meisten helfenden Berufen liegt der Frauenanteil über 80 %. Auch im privaten und ehrenamtlichen Bereich werden Leistungen der Sorge und Fürsorge überwiegend von Frauen geleistet und bleiben weitgehend unsichtbar. Verglichen mit den Berufen der MINT-Fächer werden Fachkräfte der helfenden Berufe gesellschaftlich weniger anerkannt und schlechter bezahlt, obwohl Care-Arbeit zu den am stärksten wachsenden gesellschaftlichen Arbeitsbereichen gehört. In den helfenden Berufen ist eine deutliche geschlechterhierarchische Arbeitsteilung erkennbar. Seit 2016 macht Equal Care Day mit einem internationalen Aktionstag am 29. Februar darauf aufmerksam, dass der Löwenanteil in der Care-Arbeit von Frauen erbracht wird, und setzt sich für mehr Wertschätzung und eine faire Verteilung der Sorgearbeit ein.